# Orbitopsella
Orbitopsella es un género de foraminífero bentónico de la subfamilia Orbitopsellinae, de la familia Mesoendothyridae, de la superfamilia Loftusioidea, del suborden Loftusiina y del orden Loftusiida. Su especie tipo es Orbitulites praecursor. Su rango cronoestratigráfico abarca el Liásico (Jurásico inferior).

## Discusión
Clasificaciones previas incluían Orbitopsella en la familia Orbitopsellidae de la superfamilia Cyclolinoidea, así como en el suborden Textulariina del orden Textulariida o en el orden Lituolida.

## Clasificación
Orbitopsella incluye a las siguientes especies:
- Orbitopsella acutimargo †
- Orbitopsella dubari †
- Orbitopsella praecursor †